# Beregovoie (Primórie)
|  | Per a altres significats, vegeu «Beregovoie». |

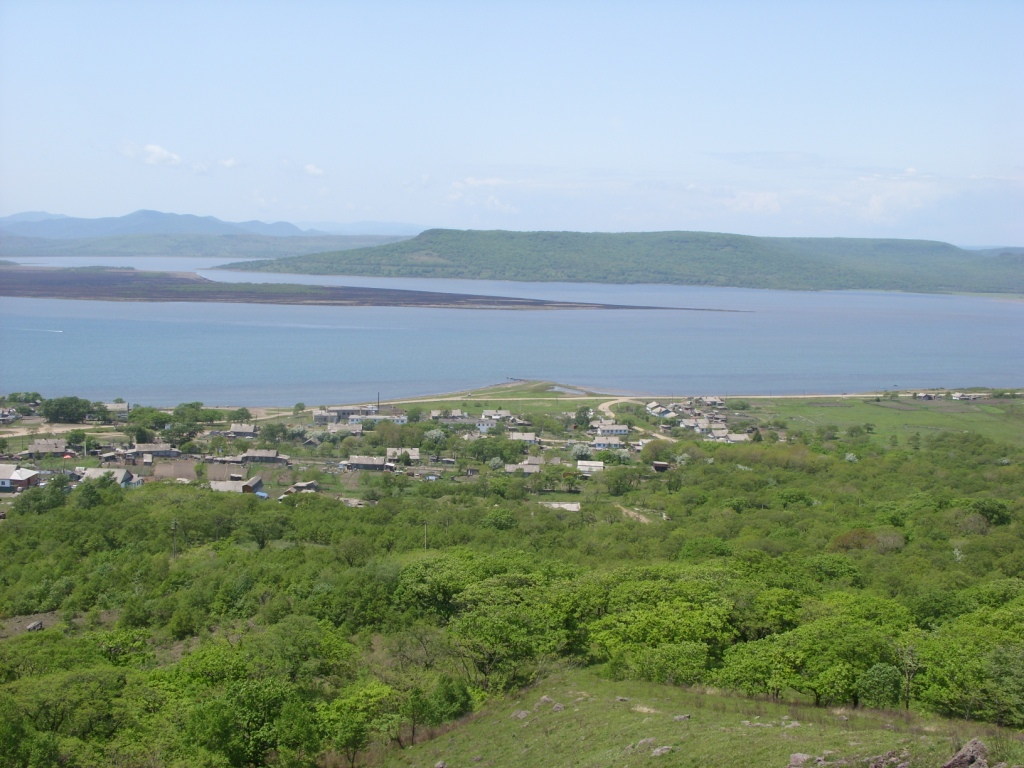
Imatge aèria del poble.

Beregovoie (en rus: Береговое) és un poble del krai de Primórie, a l'Extrem Orient de Rússia, que en el cens del 2010 tenia 453 habitants.